# Любатова
Любатова (пол. Lubatowa) — лемківське село в Польщі, у гміні Івонич-Здруй Кросненського повіту Підкарпатського воєводства.
Населення — 3550 осіб (2011).

## Географія
Розташоване в Низькому Бескиді у долині річки Любатівка. Оточене чотирма горами.

## Історія
У 1975—1998 роках село належало до Кросненського воєводства.

## Демографія
Демографічна структура станом на 31 березня 2011 року:
|          | Загалом | Допрацездатний вік | Працездатний вік | Постпрацездатний вік |
| -------- | ------- | ------------------ | ---------------- | -------------------- |
| Чоловіки | 1764    | 454                | 1159             | 151                  |
| Жінки    | 1786    | 466                | 998              | 322                  |
| Разом    | 3550    | 920                | 2157             | 473                  |